# RAB26
RAB26‏ (RAB26, member RAS oncogene family) هوَ بروتين يُشَفر بواسطة جين RAB26 في الإنسان.